# Bulbostylis trabeculata
Bulbostylis trabeculata är en halvgräsart som beskrevs av Charles Baron Clarke. Bulbostylis trabeculata ingår i släktet Bulbostylis och familjen halvgräs. IUCN kategoriserar arten globalt som otillräckligt studerad.

## Underarter
Arten delas in i följande underarter:
- B. t. microglumis
- B. t. trabeculata